# Coupe des Pays-Bas de football 2000-2001
Navigation
Édition précédente Édition suivante
La Coupe des Pays-Bas de football 2000-2001, nommée la KNVB beker, est la 83e édition de la Coupe des Pays-Bas. La finale se joue le 24 mai 2001 au stade De Kuip à Rotterdam.
Le club vainqueur de la coupe est qualifié pour le premier tour de la Coupe UEFA 2001-2002.

## Finale
Le FC Twente gagne la finale contre le PSV Eindhoven et remporte son deuxième titre. La rencontre s'achève sur le score de 0 à 0 après la prolongation. Lors de la séance des tirs au but, après trois tirs pour chaque équipe le PSV mène 3 à 1, John de Jong rate le pénalty qui aurait pu donner la victoire au PSV, mais les tireurs suivants de Twente marquent et les deux tireurs du PSV ratent également. Twente l'emporte 4 à 3.